# 比弗桥 (阿肯色州)
比弗桥（英語：Beaver Bridge）是位于的一座位于阿肯色州卡洛爾縣比弗的跨过密西西比河支流怀特河的吊桥，1990年列入美国國家史蹟名錄。